# Ordine della Stella del Presidente (Turkmenistan)
L'Ordine della Stella del Presidente (in turkmeno: Prezidentin Yyldyzy) è un'onorificenza turkmena.

## Storia
L'ordine è stato istituito il 30 settembre 1992 e nel 2014 ha assunto una nuova veste.

## Assegnazione
L'ordine viene assegnato per premiare i servizi eccezionali alla difesa della Patria, allo sviluppo dell'amicizia e della cooperazione tra i popoli, al rafforzamento della pace, allo sviluppo dell'economia nazionale e altri servizi eccezionali allo Stato e alla società.
L'ordine viene assegnato ai cittadini del Turkmenistan e, in casi eccezionali, a cittadini stranieri.
Agli insigniti vengono conferiti l'insegna e un attestato.
I cittadini del Turkmenistan insigniti dell'ordine ricevono a spese del bilancio statale un bonus pari a un importo di dieci volte il salario minimo e un supplemento mensile per salari, stipendi e pensioni per un importo del 30% del salario minimo esente dall'imposta sul reddito a spese del bilancio dello Stato.
Gli insigniti godono anche di altri benefici nei modi e nei casi stabiliti dagli atti legislativi del Turkmenistan.
L'insegna viene indossata sul lato sinistro del petto e, in presenza di altri riconoscimenti statali, si trova sopra di essi.

## Insegne

### Dal 1992 al 2014

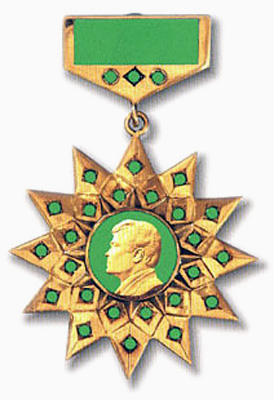
Il distintivo utilizzato dal 1992 al 2014.

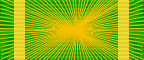
Il nastro del distintivo utilizzato dal 1992 al 2014.

L'insegna era costituita da una stella dorata a 12 raggi su ciascuno dei quali era incastonata una pietra di crisoprasio del diametro di 2 mm. Al centro della stella vi era un disco rotondo smaltato di verde del diametro di 47 mm, che portava in rilievo l'immagine dorata del profilo del primo presidente del Turkmenistan Saparmyrat Nyýazow larga 10 mm e alta 15 mm. Al centro della stella, ad una distanza di 2 mm dall'anello verde, erano poste in modo circolare 12 pietre di crisoprasio, ciascuna delle quali del diametro di 2 mm.
L'insegna era attaccata con un anello a un blocco pentagonale largo 27 mm e alto 15 mm. La parte interna del blocco era ricoperta di smalto di un colore uguale a quello del crisoprasio. All'interno erano poste tre pietre di crisoprasio. Sul rovescio era presente un perno per attaccare l'insegna ai vestiti.
Sul rovescio dell'insegna vi era la scritta "Turkmenistanyn „Prezidentin Yyldyzy“ ordeni". La dimensione delle lettere era di 4×2 mm.
L'insegna era realizzata in oro. Il blocco e l'anello di collegamento erano realizzati in argento dorato.
Il nastro era di seta verde con una striscia gialla ai lati e al centro un'immagine di raggi solari divergenti.

### Dal 2014
L'insegna ha la forma di una stella a sedici punte composta da due ottagoni che si intersecano tra loro. Ciascuno degli angoli ottusi esterni è tempestato di diamanti. All'interno, in corrispondenza di otto punte, è presente un pentagono smaltato di verde con all'interno una stella rossa a otto punte sopra la quale è posto un diamante. Lo spazio tra le stelle a cinque punte è tempestato di tre pietre di rubino.
Nella parte centrale vi è un cerchio con un diametro di 14,5 mm e sullo sfondo sono presenti raggi del sole dorati. Sopra di essi vi sono le immagini di una mappa del Turkmenistan smaltata di verde, una sagoma convessa dorata dell'Arco di Indipendenza del Turkmenistan e cinque cavalli turkmeni in movimento.
Sul lato esterno del cerchio centrale, all'interno di un anello smaltato di bianco, vi è l'iscrizione: "PREZIDENTIŇ ÝYLDYZY", e nella parte inferiore vi sono rami d'ulivo dorati divergenti.
Il diametro complessivo dell'insegna è pari a 43 mm. Essa è attaccata con un anello a un blocco realizzato a forma di libro aperto alto 20 mm e largo 31 mm.  Al centro di questo, su una colonna ricoperta smaltata di rosso, sono presenti le immagini di cinque tappeti turkmeni dorati. Il blocco è smaltato di verde e ha un ornamento dorato.
L'insegna e il blocco sono realizzati in oro 750.